# Massacre de Changjiao

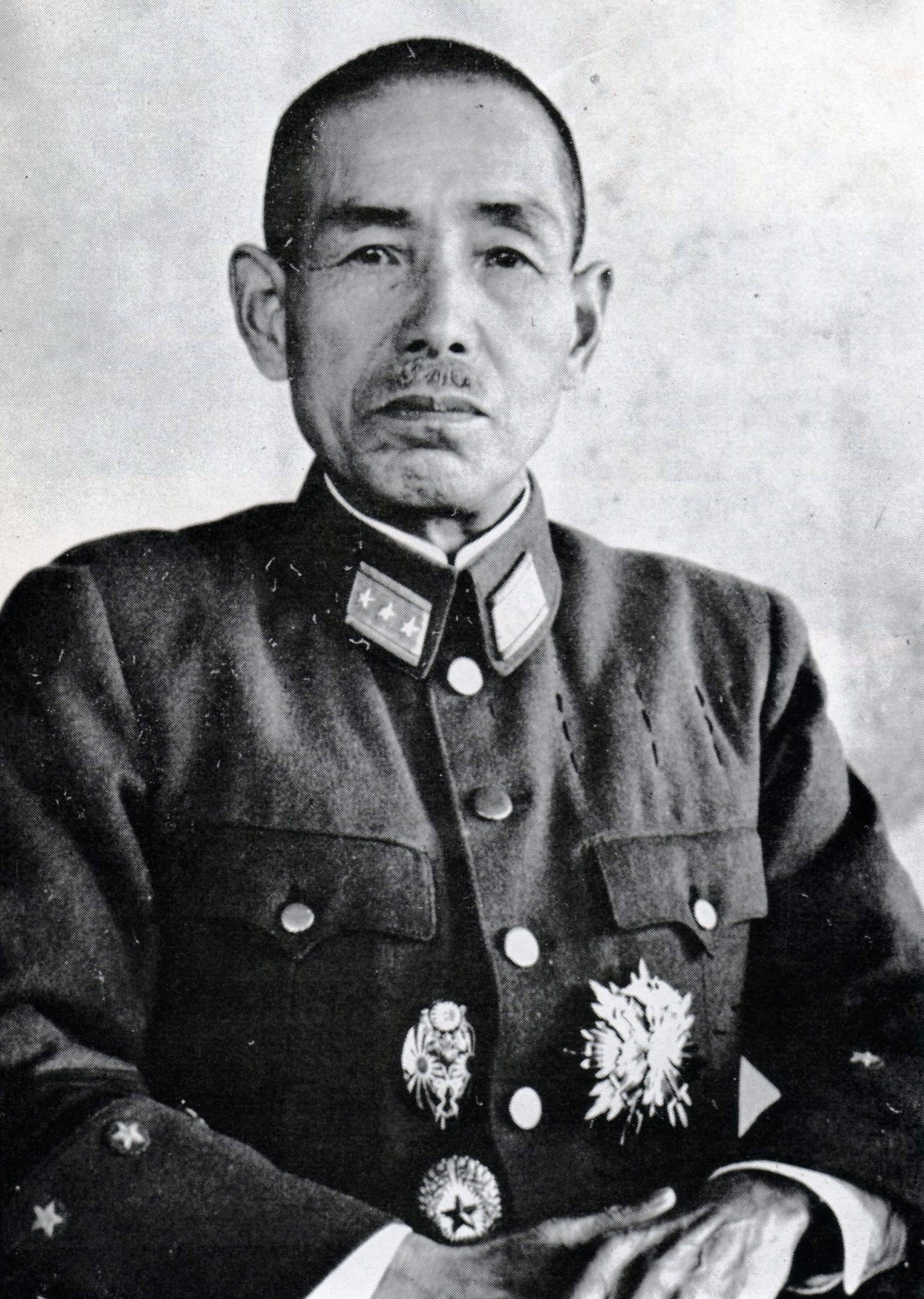
Photographie de Shunroku Hata

Le massacre de Changjiao (chinois : 厂窖惨案) est un massacre des Chinois civils par les Japonais en Chine à Changjiao, dans le Hunan. Shunroku Hata était le commandant des forces japonaises du secteur.
Pendant quatre jours, du 9 mars 1943 au 12 mars 1943, plus de 30 000 civils sont tués et des milliers de femmes violées.